# Libenter hominess id, quod volunt credunt
 Libenter hominess id, quod volunt credunt лат. (изговор: либентер хоминес ид, гвод волунт кредунт). Људи радо вјерују у оно што желе. (Гај Јулије Цезар)

## Поријекло изреке
Изрекао у првом вијеку прије нове ере Гај Јулије Цезар, римски војсковођа, политичар и писац .

## Изрека у српском језику
У српском језику се каже: „Баби се снило што јој мило!“

## Тумачење
Жеља је човјекова вјера.